# Hujagur, Sidlaghatta
Hujagur là một làng thuộc tehsil Sidlaghatta, huyện Chikkaballapur, bang Karnataka, Ấn Độ.